# 戴立忍
戴立忍（1966年7月27日—），台灣電影導演，從事電影、劇場、電視以及現代文學創作，專長於導演、編劇、剪輯、表演。曾兩度榮獲台北電影節首獎，多次榮獲金馬獎各類獎項。2009年製作、編導的電影《不能沒有你》在全世界多個影展屢獲大獎。2014年，戴立忍挑戰具衝突性的角色，以電影《寒蟬效應》入圍第51屆金馬獎最佳男配角。

## 生平
祖籍山東，父親當年係穿越喜馬拉雅山、從印度輾轉來台的流亡學生。出生於台灣台東縣，小學四年級搬到高雄。國立藝術學院（現為國立臺北藝術大學）戲劇系畢業，主修導演。
1987年4月，戴立忍入金門服役三个月时，從電視新聞得知女友王婉儀（王欣儀親姊）被追求不成的男同學黃志中刺39刀殺害棄屍，軍方擔心他情緒激動，於是把他關禁閉，只有送三餐會打開燈。戴立忍花了10多年才消化情緒，「知道是生命一部分，永遠都會跟我在一起，不用刻意遺忘。」
2006年，與女演員桂綸鎂因合作電影《經過》交往。

## 作品
戴立忍深研非線性剪輯，2000年開始使用Edius影像剪輯軟體。

## 獲獎與提名
| 年份 | 典禮類型                         | 獎項                     | 作品                   | 結果 |
| ---- | -------------------------------- | ------------------------ | ---------------------- | ---- |
| 1999 | 第36屆金馬獎                     | 最佳男配角               | 《想死趁現在》         | 獲獎 |
| 2000 | 第35屆金鐘獎                     | 戲劇節目男主角           | 《濁水溪的契約》       | 獲獎 |
| 2000 | 第37屆金馬獎                     | 最佳男配角               | 《夜奔》               | 提名 |
| 2002 | 第39屆金馬獎                     | 最佳創作短片             | 《兩個夏天》           | 獲獎 |
| 2002 | 第25屆金穗獎                     | 特別獎                   | 《兩個夏天》           | 獲獎 |
| 2002 | 第4屆台北電影獎                  | 專業首獎                 | 《兩個夏天》           | 獲獎 |
| 2002 | 第25屆法國克萊蒙費宏短片國際影展 | 國際競賽單元             | 《兩個夏天》           | 提名 |
| 2002 | 第37屆金鐘獎                     | 迷你劇集／電視電影男主角 | 《月光》               | 獲獎 |
| 2007 | 第42屆金鐘獎                     | 戲劇節目男主角獎         | 《白色巨塔》           | 提名 |
| 2007 | 第13屆上海電視節                 | 最佳男演員               | 《白色巨塔》           | 提名 |
| 2008 | 第45屆金馬獎                     | 最佳男配角               | 《停車》               | 提名 |
| 2009 | 第46屆金馬獎                     | 最佳導演                 | 《不能沒有你》         | 獲獎 |
| 2009 | 第46屆金馬獎                     | 最佳劇情片               | 《不能沒有你》         | 獲獎 |
| 2009 | 第46屆金馬獎                     | 觀眾票選最佳影片         | 《不能沒有你》         | 獲獎 |
| 2009 | 第46屆金馬獎                     | 最佳原著劇本             | 《不能沒有你》         | 獲獎 |
| 2009 | 第46屆金馬獎                     | 年度臺灣傑出電影工作者   | 《不能沒有你》         | 提名 |
| 2009 | 第53屆亞太影展                   | 最佳導演                 | 《不能沒有你》         | 獲獎 |
| 2009 | 第15屆鹿特丹影展                 | 競賽單元(金虎獎)         | 《不能沒有你》         | 提名 |
| 2009 | 第33屆香港國際電影節             | 台灣新生代單元           | 《不能沒有你》         | 提名 |
| 2009 | 第33屆香港國際電影節             | 最佳影片                 | 《不能沒有你》         | 提名 |
| 2009 | 第33屆香港國際電影節             | 最佳導演                 | 《不能沒有你》         | 提名 |
| 2009 | 第11屆台北電影獎                 | 劇情長片類百萬首獎       | 《不能沒有你》         | 獲獎 |
| 2009 | 第11屆台北電影獎                 | 媒體推薦獎               | 《不能沒有你》         | 獲獎 |
| 2009 | 第11屆台北電影獎                 | 最佳劇情長片             | 《不能沒有你》         | 獲獎 |
| 2009 | 第30屆南非德班國際影展           | 最佳影片                 | 《不能沒有你》         | 獲獎 |
| 2009 | 第14屆智利聖地牙哥國際影展       | 評審團特別獎             | 《不能沒有你》         | 獲獎 |
| 2009 | 第40屆印度國際影展               | 最佳影片金孔雀獎         | 《不能沒有你》         | 獲獎 |
| 2009 | 第40屆印度國際影展               | 最佳導演                 | 《不能沒有你》         | 獲獎 |
| 2009 | 義大利ALBA影展                   | 特別獎                   | 《不能沒有你》         | 獲獎 |
| 2009 | 第1屆澳門國際電影節              | 最佳影片                 | 《不能沒有你》         | 獲獎 |
| 2010 | 第10屆華語電影傳媒大獎           | 最佳導演                 | 《不能沒有你》         | 獲獎 |
| 2010 | 第10屆華語電影傳媒大獎           | 最佳電影                 | 《不能沒有你》         | 獲獎 |
| 2010 | 第10屆華語電影傳媒大獎           | 百家傳媒年度致敬電影人   | 《不能沒有你》         | 提名 |
| 2010 | 第10屆中國長春電影節             | 最佳導演                 | 《不能沒有你》         | 提名 |
| 2010 | 第10屆中國長春電影節             | 最佳編劇                 | 《不能沒有你》         | 提名 |
| 2010 | 第10屆中國長春電影節             | 評委會大獎               | 《不能沒有你》         | 獲獎 |
| 2010 | 第4屆亞洲電影大獎                | 最佳影片                 | 《不能沒有你》         | 提名 |
| 2010 | 第15屆法國費索爾亞洲國際影展     | 金相機獎                 | 《不能沒有你》         | 獲獎 |
| 2010 | 法國居美東方博物館頒發           | 居美獎                   | 《不能沒有你》         | 獲獎 |
| 2010 | 台灣電影導演協會頒發             | 年度傑出導演獎           | 《不能沒有你》         | 獲獎 |
| 2010 | 第56屆馬德普拉塔影展             | 競賽單元                 | 《不能沒有你》         | 提名 |
| 2011 | 第22屆哈爾濱電影節               | 香港影評人大獎           | 《不能沒有你》         | 獲獎 |
| 2014 | 第51屆金馬獎                     | 最佳男配角               | 《寒蟬效應》           | 提名 |
| 2017 | 第54屆金馬獎                     | 最佳男配角               | 《大佛普拉斯》         | 提名 |
| 2020 | 第57屆金馬獎                     | 最佳男配角               | 《刻在你心底的名字》   | 提名 |
| 2020 | 第15屆大阪亞洲電影節             | 薬師真珠賞(男配角)       | 《刻在你心底的名字》   | 獲獎 |
| 2020 | 第22屆台北電影獎                 | 最佳男配角               | 《刻在你心底的名字》   | 提名 |
| 2021 | 第56屆金鐘獎                     | 迷你劇集／電視電影男配角 | 《公視新創電影：訪客》 | 提名 |
| 2023 | 第58屆金鐘獎                     | 迷你劇集／電視電影男配角 | 《人選之人-造浪者》    | 提名 |

## 參與社運議題
- 深度參與士林文林苑都更案，支持學生進行協助王抗爭。
- 反對臺東美麗灣度假村開發案。
- 凱道快閃反核。（2012年與柯一正、陳玉勳、駱以軍、吳乙峰與愛亞等60位藝文界人士發起快閃反核活動，於總統府前凱達格蘭大道上排人字呼「我是人，我反核」口號，全程約30秒。[6]）
- 馬祖公投博弈等事件，幾乎「無役不與」。（ 2012年連江縣博弈公民投票前對國中生黃玟嵐所寫的「馬祖未來不必賭」內容表示支持。[7]）
- 針對臺北市大安區錦安里部分里民發起抗議拒絕麥當勞癌症病童之家進駐，表示：「麻煩下次以這類理由要誓死反對的人，請具名，這樣看過的人才知道口水該往哪裡吐」。天龍國是一種態度與行為，而非特定區域。[8]
- 2015年台北市政府拆除龍腦戶與爆發永春都更案爭議時，網友灌爆其臉書要求其表態，戴立忍則不回應並關閉臉書。
- 戴立忍因屡屡涉身社会运动而颇为有名，反服贸、反课纲等运动中都能见到戴立忍身影。他还觀看過法輪功支持的神韻藝術團的演出，支持香港佔中。事後遭到中国大陆媒体及網友的声讨谴责，戴立忍发表聲明表示他從來不是台獨份子，且從小就被教導當個正正當當的中國人。而在7月6日，共青團中央微博貼出長文批評[9][10][11][12]。

## 网络事件
戴立忍在中國電影導演趙薇所執導的《沒有別的愛》中飾演男主角。2016年4月25日赵薇透過微博貼出包括戴立忍在内的多位主角定妝照，被中國網民指称，戴立忍曾多次參與臺灣社會運動，疑是台獨人士。但實際上並非台獨人士。。舆论发酵后，《沒有別的愛》剧组被迫更换戴立忍，并公开向网友道歉。

## 外部連結
- 戴立忍在互联网电影资料库（IMDb）上的資料（英文）
- 戴立忍在香港影庫上的簡介
- 戴立忍的新浪微博
- 戴立忍在台灣電影網上的資料（繁體中文）